# No Life 'til Leather
No Life 'til Leather foi a segunda demo gravada pela banda de thrash metal Metallica. Foi a fita demo mais divulgada com Dave Mustaine como guitarrista solo. Todas as faixas são as primeiras gravações das músicas que mais tarde iriam aparecer no álbum Kill 'Em All. As faixas de Kill 'Em All são as mesmas que na fita demo, salvo a adição do baixista Cliff Burton, "(Anesthesia) Pulling Teeth", "Whiplash", "No Remorse" e "The Mechanix". O título da demo vem do nome da primeira faixa, "Hit the Lights".

## Lançamentos
A demo foi lançada oficialmente duas vezes, primeiro com o título de "Metallica—Bay Area Thrashers", porém foi acusado de ser um bootleg de uma gravação ao vivo do Metallica nos primeiros dias, porém, todos os sons "ao vivo" foram adicionados a partir de várias fontes, e incluidos no vídeo "Cliff 'Em All". Isto foi logo descoberto Metallica e todos os exemplares foram retirados das lojas. A demo foi relançada pela segunda vez sob o título "Metallica—In the Beginning... Live", sem diferenças do "Metallica—Bay Area Thrashers" que foi acusado de ser um bootleg da gravação ao vivo do Metallica nos primeiros dias.

### Faixas
| N.º | Título             | Duração |  |
| 1.  | "Hit the Lights"   | 4:18    |  |
| 2.  | "The Mechanix"     | 4:28    |  |
| 3.  | "Motorbreath"      | 3:18    |  |
| 4.  | "Seek & Destroy"   | 4:55    |  |
| 5.  | "Metal Militia"    | 5:17    |  |
| 6.  | "Jump in the Fire" | 3:51    |  |
| 7.  | "Phantom Lord"     | 3:33    |  |

### Créditos
- James Hetfield – vocais, guitarra base
- Dave Mustaine – guitarra solo, backing vocais
- Ron McGovney – baixo
- Lars Ulrich – bateria, percussão

### Baixista
- Cliff Burton recebe crédito no demo porém não executa. Todas as faixas foram tocadas pelo baixista original, Ron McGovney.